# أديوالي أديغبوسي
أديوالي أديغبوسي (بالإنجليزية: Adewale Adegbusi) (مواليد 3 مارس 1958) هو ملاكم نيجيري، مثّل بلاده في الألعاب الأولمبية الصيفية 1988.

## وصلات خارجية
أديوالي أديغبوسي على موقع أوليمبيديا (الإنجليزية)